# ألفريدو غيرون
ألفريدو غيرون (بالإسبانية: Alfredo Girón Sopeña)‏ هو مدرب تجديف إسباني، ولد في 11 فبراير 1975 في إشبيلية في إسبانيا.

## وصلات خارجية
- ألفريدو غيرون على موقع الاتحاد الدولي للتجديف (الإنجليزية)
- ألفريدو غيرون على موقع أوليمبيديا (الإنجليزية)